# Saale-Holzland-Kreis
Saale-Holzland-Kreis este un Kreis în landul Turingia, Germania. 